# Musei di Antichità Classiche

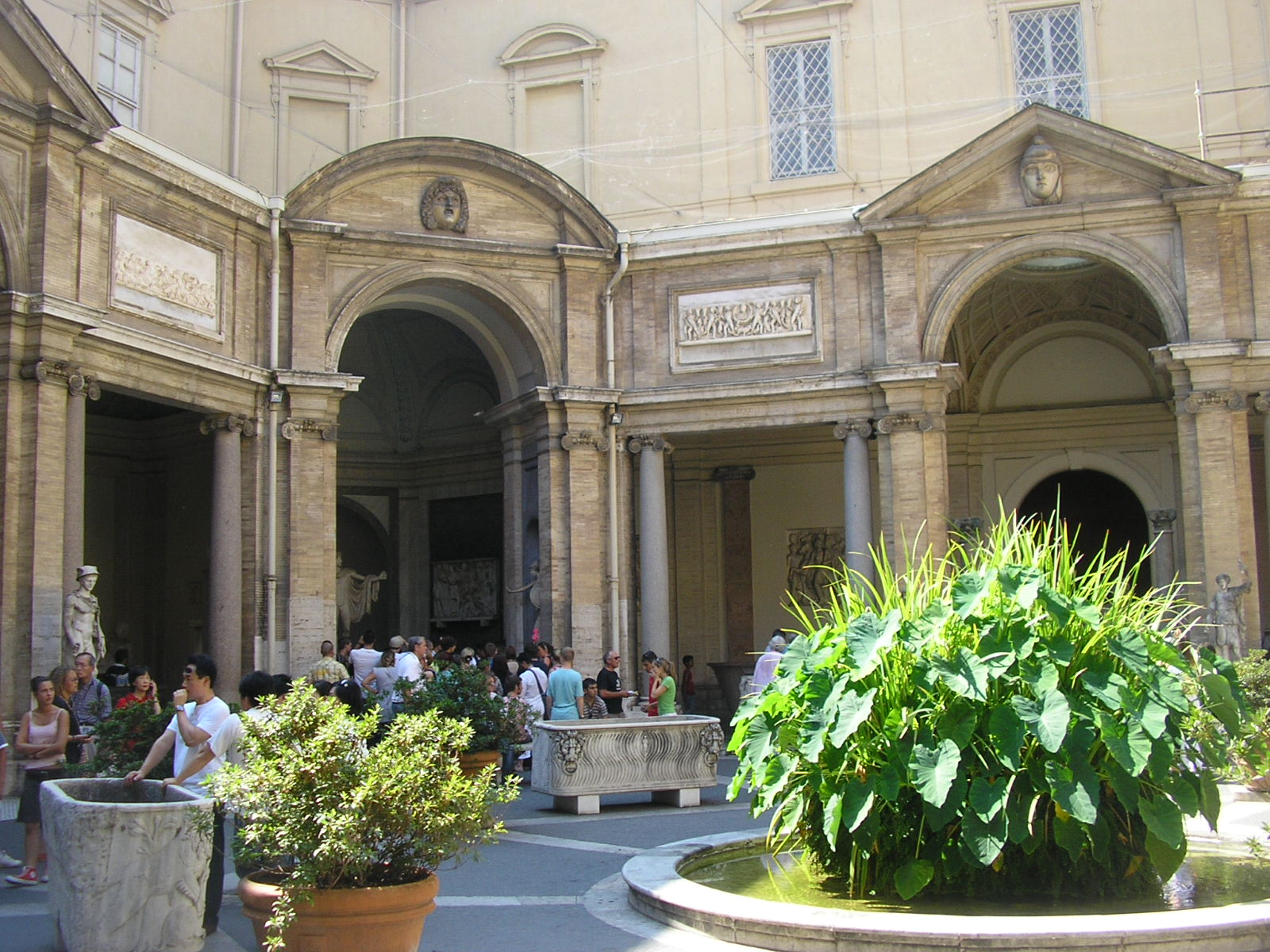
Blick in den Cortile Ottagono des Museo Pio-Clementino

Die Musei di Antichità Classiche (Museen der Klassischen Antike beziehungsweise Antikensammlungen) bezeichnen eine Teilsammlung der Vatikanischen Museen. Im Museo Pio-Clementino und im Museo Chiaramonti befindet sich eine der bedeutendsten griechisch-römischen Antikensammlungen der Welt, in der viele Werke von Weltrang aufbewahrt werden. Der Bestand umfasst insbesondere Skulpturen und Mosaike. Daneben gibt es eine große Sammlung etruskischer Kunst im Museo Gregoriano Etrusco, ein Museum altägyptischer Kunst im Museo Gregoriano Egizio und eine Sammlung frühchristlicher Kunst im Museo Pio Cristiano.

## Geschichte

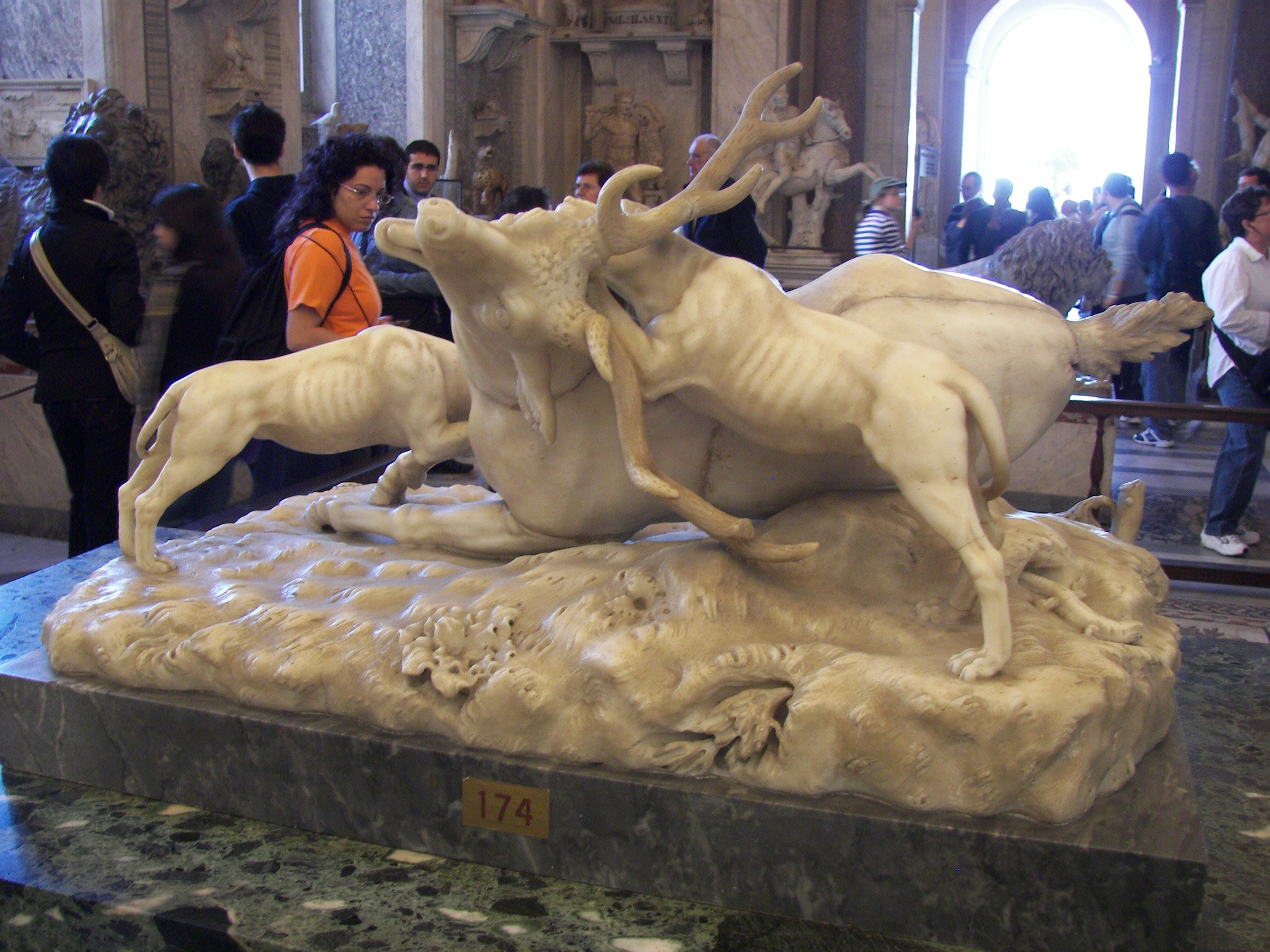
Blick in die Sala degli Animali des Museo Pio-Clementino (2008)

Als Begründer der Antikensammlung des Vatikans gilt Julius II., der eine private Antikensammlung besaß, die ausgewählten Besuchern zugänglich war. Er ließ an den um 1487 von Innozenz VIII. errichteten Palazzetto den Anbau Cortile delle Statue errichten. Dafür ließ er zwischen 1506 und 1513 einige der berühmtesten antiken Skulpturen seiner Zeit erwerben. Dazu gehörte die Laokoongruppe, der Apoll von Belvedere, Herakles mit Telephos, Herakles und Antaios, die Venus Felix und als Brunnenensemble Personifikationen des Nils, des Tibers sowie eine Statue der „Kleopatra“-Ariadne. Leo X., Clemens VII. und Paul III. erweiterten die Sammlung bis 1549 um bedeutende Stücke, so den Torso vom Belvedere, die Venus Knidia, einen Tigris-Brunnen, die sogenannte „Zitella“, einen Hermes-Antinoos sowie 13 Theatermasken aus Marmor. Diese wurden 1525 an den Wänden angebracht. 1534 wurde das Amt eines Commissario delle Antichità, also eines Aufsehers über die Antiken im Kirchenstaat, geschaffen. Erster Inhaber der Funktion war Latino Giovenale Manetti. Zwischen 1550 und 1565 erfolgten unter Julius III. und Pius IV. weitere Erwerbungen, die auch andernorts, etwa im Casino Pius IV., im Vatikan Aufstellung fanden.

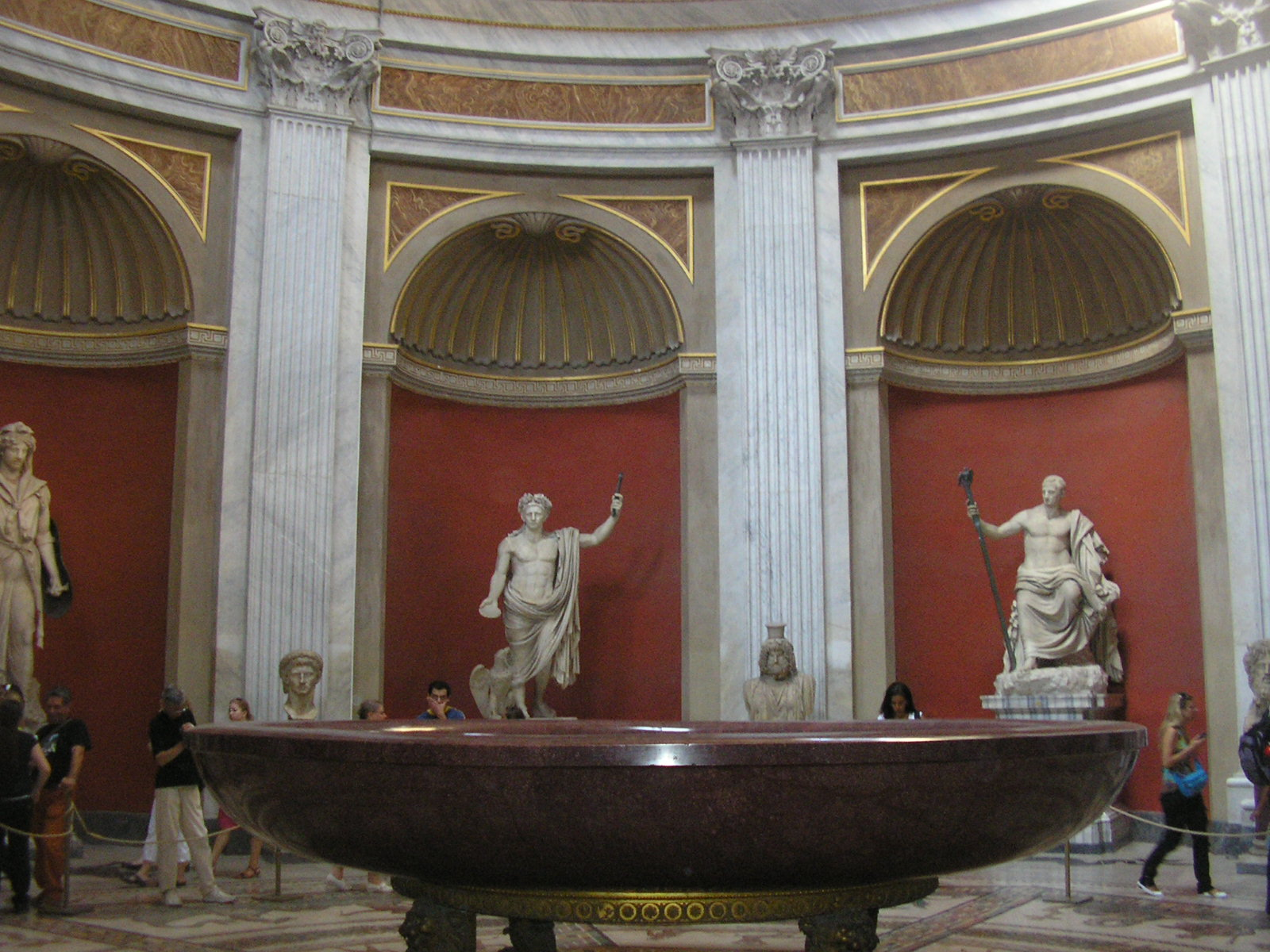
Blick in die Sala Rotonda des Museo Pio-Clementino

Ein Ende fand die erste Phase der Antikensammlung mit der Wahl Pius V. im Jahr 1566 zum Papst. Ursprünglich wollte er 146 der antiken Statuen verschenken und außerhalb des Vatikans aufstellen, schlussendlich wurden aber nur etwa 30 Statuen an den Konservatorenpalast und als Geschenke an die Familien der Medici und der D’Este abgegeben. Pius V. verachtete diese idola profano (weltliche Götzenbilder). Der Cortile delle Statue und das Casino Pius IV. wurden nicht verändert. Auch nach dem Tod Pius V. wurde die Sammlung nicht wieder eröffnet oder gar erweitert. Es dauerte bis 1703, als Clemens XI. wieder Leben in die Sammlung brachte. Er begründete zusätzlich das Museo Ecclesiastico, das von Francesco Bianchini geleitet wurde, aber nur bis 1716 Bestand hatte. Noch mehr widmete sich Clemens XII. den Antiken. Nach 1728 begründete er die der Biblioteca Apostolica Vaticana angeschlossene Galleria Clementina, in der etwa 200 aus der Sammlung Gualterio stammende griechische Vasen gezeigt wurde. 1738 wurde die Sammlung durch den Ankauf der Münzsammlung des Kardinals Alessandro Albani nochmals entscheidend erweitert und der Medagliere Vaticano angeschlossen. 1757 wurde durch Benedikt XIV. mit dem Museo Sacro für die frühchristliche Kunst ein eigenes Museum gegründet. Ebenfalls ausgegliedert wurde 1767 unter Clemens XIII. das Museo Gregoriano Profano als Sammelpunkt für profane antike Kunst.

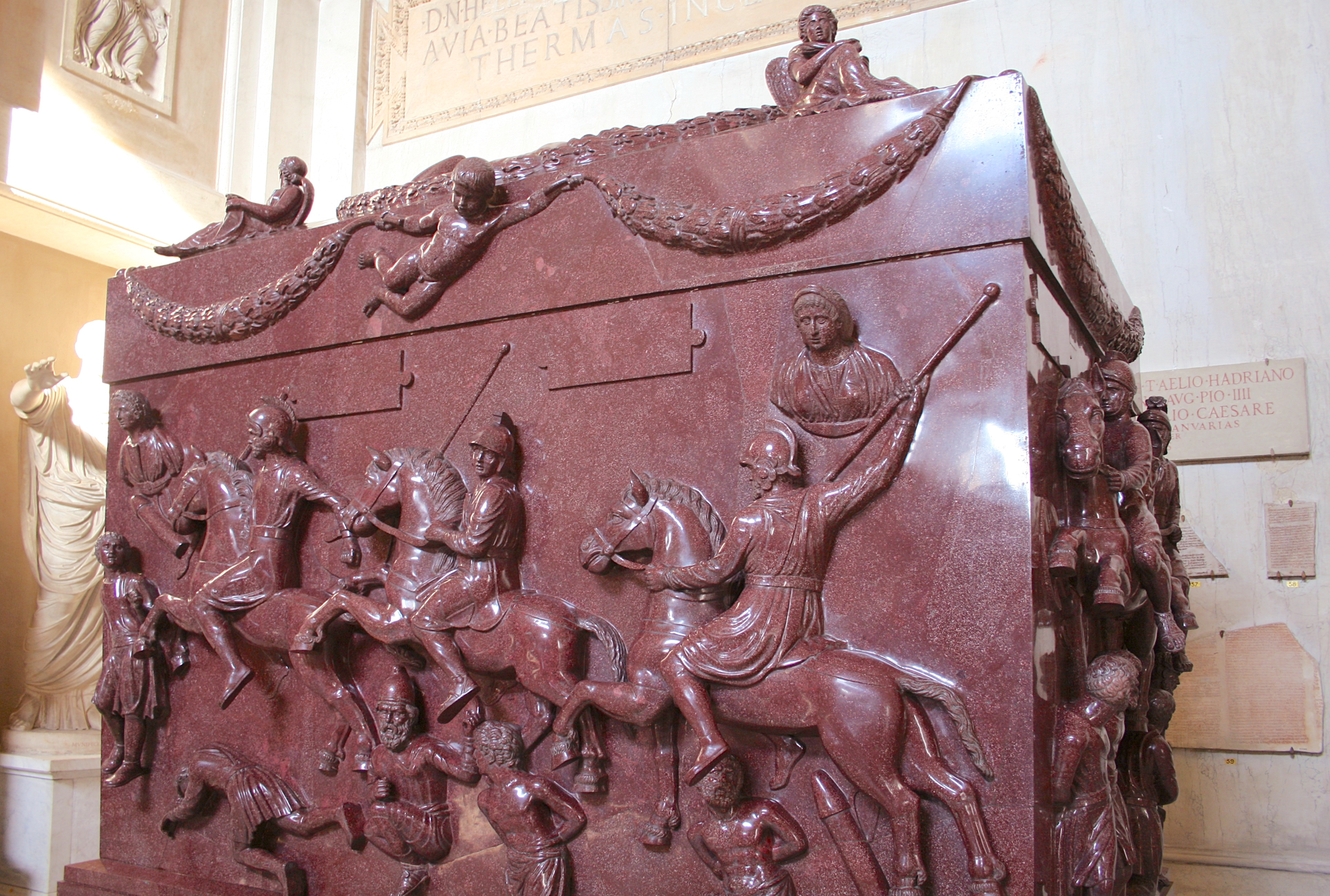
Sogenannter Sarkophag der Helena aus Porphyr in der Sala a croce greca des Museo Pio-Clementino

1771 wurde durch Clemens XIV. das Museo Pio-Clementino gegründet. Dies war der entscheidende Schritt, aus der bislang nur bedingt zugänglichen Sammlung ein öffentliches Museum zu schaffen. Zentrum der Sammlung blieb der Cortile delle Statue, der wie mehrere der umliegenden Räume für die Sammlung umgebaut wurde. Als erster Papst ließ Clemens’ Nachfolger Pius VI. Räume gezielt für die museale Präsentation der Antiken errichten. Dabei wurden häufig Antiken, etwa größere Mosaiken, in die Fußböden, in die Räume integriert. Die neuen Räume wurden zum Mittelpunkt der Sammlung, da auch ein neuer Eingang geschaffen wurde und die Besichtigungsroute verkehrte. Bei der Planung stand Pius Giovanni Battista Visconti zur Seite, der mit seinem Sohn Ennio Quirino Visconti auch einen ersten Katalog der Sammlung erstellte. Auf die Neuordnung der Sammlung durch Giovanni Battista Visconti hatte maßgeblich dessen Vorgänger als Commissario delle Antichità, Johann Joachim Winckelmann, mit seinen Schriften Einfluss.
Verheerend für die Sammlung wurde die Eroberung Italiens durch die Franzosen. Im Vertrag von Tolentino musste sich der Vatikan verpflichten, zahlreiche Kunstwerke nach Paris abzugeben. Der neue Papst Pius VII. versuchte, die Lücken durch Neuankäufe zu schließen. Dazu wurden 1802 und nochmals 1820 die ersten Ausfuhrbestimmungen für antike Kunstwerke der Welt erlassen. Diesen Erlass erarbeitete der damalige Commissario delle Antichità Carlo Fea gemeinsam mit dem Bildhauer Antonio Canova. Canovas Bemühungen war es auch zu verdanken, dass 1815 die nach Frankreich verbrachten Antiken größtenteils wieder nach Rom zurückkehren konnten. Zwischen 1802 und 1808 wuchs die Sammlung durch Ankäufe rapide an. 1806 wurde im Bramante-Korridor die magazinartige Galleria Chiaramonti gegründet, die binnen kurzer Zeit auf etwa 1000 meist kleinerformatige Marmorbildwerke anwuchs. Im hinteren Teil des Korridors wurde die Galleria Lapidaria eingerichtet, die die epigraphische Sammlung beinhaltet, die von Luigi Gaetano Marini geordnet und katalogisiert wurde.
1822 errichtete Canova mit der Galleria detta Braccio Nuovo einen Verbindungsbau zwischen beiden Flügeln des Palazzettos. Dorthin kamen ausgewählte Werke aus der Galleria Chiaramonti, darunter eine Personifikation des Nils, zwei vergoldete Bronzefiguren in Pfauenform und später als Neuzugang der Augustus von Primaporta.

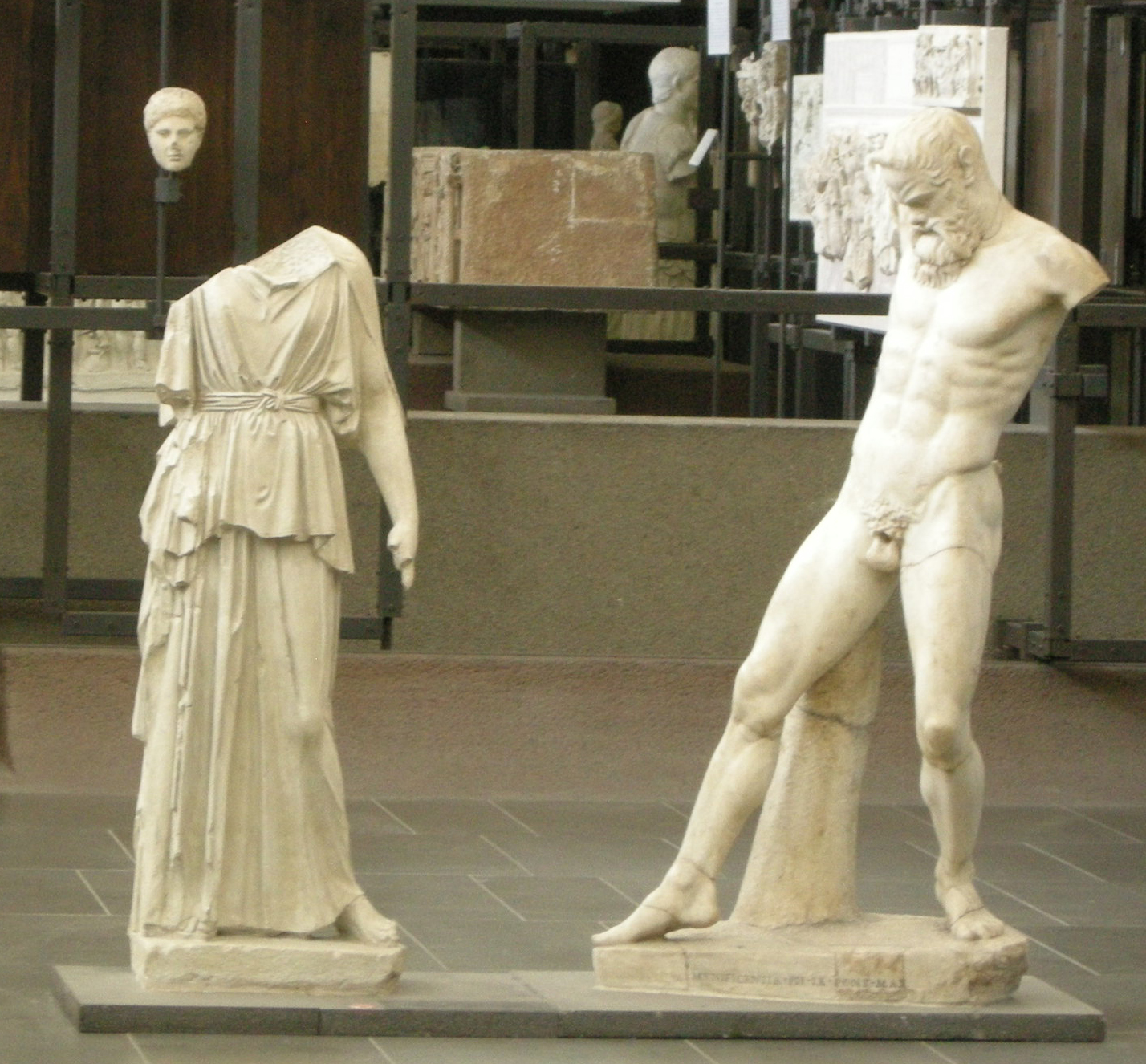
Athena-Marsyas-Gruppe im Museo Gregoriano Profano

Unter Gregor XVI. wurden zwei weitere Museen aus dem Bestand der Antikensammlung heraus begründet, die heute als eigenständige Sammlungen der Vatikanischen Museen bestehen. 1837 wurde das Museo Gregoriano Etrusco gegründet, das Funde aus dem südlichen Etrurien, also vor allem etruskische Kunstwerke und Griechische Vasen aufnehmen sollte. Zwei Jahre später wurde das Museo Gregoriano Egizio für Funde aus Altägypten und ägyptisierende römische Kunst gegründet.
1844 wurde das Museo Gregoriano Profano im Lateranpalast gegründet (Lateranmuseum), das die vielen in den Vatikan strömenden Funde aufnehmen sollte, da die alten Sammlungen keinen Platz mehr für die ganzen Neuzugänge hatten. Zu den späten namhaften Zugängen zählten der Mars von Todi, die Funde aus der Tomba Regolini-Galassi in Cerveteri und der Augustus von Primaporta. Mit dem Ende des Kirchenstaats und der Gründung des italienischen Nationalstaates im Jahr 1870 endete der Zustrom neuer Stücke, da keine Grabungsfunde mehr in den Vatikan kamen.
Es dauerte 100 Jahre, bis wieder eine nennenswerte Veränderung erfolgte. 1970 wurden die Bestände aus dem Lateranpalast in den nach Paul VI. als Museo Paolino benannten Neubau in den Vatikan überführt. Hier finden sich nun das Museo Gregoriano Profano und das Museo Pio Cristiano neben anderen überführten Sammlungen. Seit 1956 wird versucht, nach und nach den ursprünglichen Sammlungscharakter wiederherzustellen. Für Neufunde auf vatikanischen Besitzungen wurde ein eigener Raum eingerichtet. Mit dem 1989 eröffneten Antiquarium in Castel Gandolfo, wo Funde aus der dortigen Villa des Domitian gezeigt werden, hat das Museum außerhalb Roms eine Außenstelle. Seit 1983 werden Stücke aus dem Vatikan auch immer wieder im Rahmen von Ausstellungen im Ausland gezeigt.